# Zapalasaurus
Zapalasaurus é um gênero de dinossauro descrito por Leonardo Salgado, Ismar de Souza Carvalho e Alberto C. Recebeu esse nome devido a cidade de Zapala. A espécie-tipo, Zapalasaurus bonapartei, foi encontrada na província de Neuquén, Argentina. Foi um diplodocoido, um herbívoro de pescoço comprido, e que viveu durante o Cretáceo Inferior. Os autores concluem a partir do exame do esqueleto que "O registro do Zapalasaurus bonapartei mostra que, pelo menos, na Bacia de Neuquén, os diplodocoidos basais são mais diversificados do que se pensava."